# Vivir cada día
Vivir cada día es un programa de televisión dirigido por el periodista José Luis Rodríguez Puértolas y que se emitió por Televisión española entre 1978 y 1988.

## Formato
El espacio respondía a la fórmula de docudrama y pretendía ser un reflejo de la vida cotidiana de personas anónimas que normalmente no eran objeto de la atención de los medios de comunicación. De este modo, amas de casa, mineros, policías o habitantes de alguna aldea minúscula muestran ante la cámara su vida habitual.
A partir de 1983 el programa renovó su formato, centrándose cada episodio, no en un colectivo específico, sino en un único personaje real que recrea ante la cámara su peripecia vital mediante la técnica de la dramatización.

## Presentación
En la primera temporada, el documental era introducido por el presentador Florencio Solchaga. A partir de la segunda temporada, la figura del presentador desapareció del espacio.

## Ficha técnica
- Dirección: Jose Luis R. Puertolas
- Fotografía: José M. Reverte, José Manuel Iglesias
- Montaje: Iván Aledo, Amparo Martínez Dorado, Nicolás Muñoz.
- Realización: Lisardo García, Cherna Echevarría, Aurora Llorente, Santiago Castellanos, Javier Maqua.
- Producción: Francisco Álvarez.

## Premios
- Premios Ondas, Nacionales de Televisión: en 1979 y 1983.
- TP de Oro: Mejor Programa Informativo y de Actualidad en 1980 y 1983.

## Listado de programas emitidos (parcial)

### 1978
- 7 de septiembre: Misioneros en África, rodado en Togo.
- 16 de noviembre: Unidos por la música, rodado en Sueca.
- 29 de noviembre: La vida en Lizado (Navarra).
- 13 de diciembre: Un Pueblo de alta mar.
- 20 de diciembre: Los quintos.
- 27 de diciembre: La vida en Llavanes (León).

### 1979
- 3 de enero: La matanza, rodado en Entrepeña, Zamora.
- 10 de enero: El ferry J. J. Sister, rodado en la ruta Las Palmas-Cádiz.
- 17 de enero: Empleados de gasolineras.
- 24 de enero: Españolas en París.
- 31 de enero: Juan Mariano, rodado en Balerma.
- 7 de febrero: Fontilles, una enfermedad entre murallas, rodado en Fontilles.
- 14 de febrero: Pilar y Manuel le participan su boda, rodado en Lagartera.
- 21 de febrero: En el hogar y para el hogar.
- 28 de febrero: Urgencias, rodado en el Hospital Doce de octubre de Madrid.
- 7 de marzo: Chicos de internado.
- 14 de marzo: Mientras la ciudad duerme, sobre los trabajadores nocturnos, rodado en Logroño.
- 21 de marzo : En la ardiente oscuridad, sobre un centro de rehabilitación de ciegos, rodado en Sabadell.
- 28 de marzo: Tiempo de ilusión. Tiempo de recuerdos, sobre los niños de Friol y una pareja de Villaescusa (Zamora) con 57 años de matrimonio.
- 11 de abril: Pueblos frente a las aguas, rodado en Riaño.
- 18 de abril: Con el asfalto y bajo el asfalto, sobre peones camineros, rodado en Sepúlveda.
- 2 de mayo: Madrid, parque de bomberos número dos.
- 30 de mayo: La pelea y la doma, sobre peleas de gallos, rodado en Campo de Gibraltar.
- 6 de junio: Hombres pequeños, sobre el enanismo.
- 20 de junio: Antonia del Amo, ama de casa, rodado en Barcelona.
- 4 de julio: Taxi, taxi!.
- 18 de julio: Las ciudades dormitorio.
- 25 de julio: Las cuadrillas de los toreros.
- 8 de agosto: Minusválidos .
- 15 de agosto: Profesionales del riesgo, rodado en Barcelona y Córdoba.
- 22 de agosto: Los emigrantes, rodado en Bruselas.
- 5 de septiembre: Claustros del Císter, rodado en Sobrado (La Coruña).
- 12 de septiembre: Han llegado los cómicos.
- 3 de octubre: Vendedoras ambulantes.
- 24 de octubre: La Policía Nacional.
- 7 de noviembre: Solos ante el peligro, sobre los árbitros de fútbol.
- 14 de noviembre: Los hombres de la construcción.
- 21 de noviembre: Cosecheros del mar, rodado en Llanes y La Coruña.
- 26 de diciembre: Transporte bajo tierra, rodado en el Metro de Madrid.

### 1980
- 23 de enero: Entre muros de adobe, sobre el fenómeno del chabolismo.
- 30 de enero: Esperamos que hayan tenido un feliz vuelo, sobre azafatas de vuelo.
- 13 de febrero: Mercabarna, rodado en Barcelona.
- 20 de febrero: Once platos a la mesa, sobre una familia numerosa rodado en Oviedo.
- 27 de febrero: Pintores principiantes.
- 5 de marzo: For spanish bulerías, sobre el flamenco.
- 12 de marzo: Carnaval, rodado en Santa Cruz de Tenerife.
- 2 de abril: El Diario de Pontevedra.
- 9 de abril: La venta de lotería.
- 16 de abril: Semana Santa, rodado en Málaga.
- 23 de abril: Parroquias de barrio, rodado en Zaragoza .
- 30 de abril: La última copa, sobre alcoholismo.
- 14 de mayo: Las lágrimas del viejo payaso, sobre artistas circenses jubilados.
- 4 de junio: Deportistas.
- 11 de junio: Madres solteras.
- 18 de junio: Juan Carlos y Loli quieren un piso.
- 25 de junio: Guardas en monasterios, rodado en San Pedro de Arlanza y en Suso.
- 9 de julio: Los nuevos rockeros.
- 16 de julio: No somos inútiles, sobre minusválidos físicos y mentales.
- 23 de julio: Profesionales de la radio.
- 30 de julio: A rapa das bestas.
- 10 de septiembre: Los cómicos de la legua.
- 1 de octubre: Trabajadores del orden.
- 8 de octubre: Al otro lado del Estrecho, rodado en Ceuta.
- 15 de octubre: De Marruecos a las Ramblas, sobre la inmigración.
- 22 de octubre: Julia e Isabel, enfermeras, rodado en Alicante.
- 29 de octubre: Entre rejas, rodado en la prisión de Vigo.
- 5 de noviembre: Pueblos cántabros pasiegos.
- 12 de noviembre: Enfermo de riñón.
- 3 de diciembre: Corralas, rodado en Madrid.

### 1981
- 4 de marzo: Cartas de una familia, rodado en Noceda de Cabrera (León).
- 22 de abril: Las promesas.
- 25 de junio: Vida de estudiantes, rodado en Santiago de Compostela (La Coruña).
- 17 de septiembre: Embajada.

- marzo: La Passión de Esparreguera, rodado en Esparreguera (Barcelona).
- 26 de diciembre: Moteles de carretera, rodado en el Hostal San Miguel de Villalobar (León).

### 1982
- 23 de febrero: Reclusas, rodado en la Prisión de Yeserías de Madrid.
- 15 de mayo: Exiliados españoles, rodado en México.
- 10 de junio: Los vascos de Idaho, rodado en Idaho (Estados Unidos).
- 27 de julio: ¿Qué fue de Pueblanueva?, sobre la localidad imaginaria de la serie Los gozos y las sombras.
- 3 de agosto: Suspiros de España, sobre emigrantes.
- 12 de octubre: La banda de don Evelio.
- noviembre: Qué negro era mi valle, rodado en Estercuel (Teruel).

### 1984
- 23 de enero: Confesiones de un teatro ambulante.
- 19 de marzo: Carlos Giménez, viñetas de una infancia, sobre el historietista Carlos Giménez.
- 14 de mayo: Retorno a mi valle , rodado en Vega de Cien (Asturias).

### 1985
- 24 de junio: Plan para Plan, rodado en Plan (Huesca).